# Prezi

Het logo van Prezi

Prezi is een online presentatieprogramma in de cloud om ideeën te delen op een virtueel canvas. Met de betaalde versie is het ook mogelijk om offline te werken door de applicatie te downloaden voor zowel Windows- als Macgebruikers. Prezi is herkenbaar door de zogenaamde "Zooming User Interface" (ZUI), waardoor gebruikers in en uit kunnen zoomen naar media op het scherm. De dienst werd in 2009 gelanceerd in Boedapest en biedt gratis en betalende licenties. Er zijn ook speciale licenties voor educatie en groepen.